# Nordwestuckermark
Nordwestuckermark – gmina w Niemczech, w północnej części kraju związkowego Brandenburgia, w powiecie Uckermark. Jest jedną z 30 największych - pod względem powierzchni - gmin w Niemczech.

## Podział administracyjny
W skład gminy wchodzą następujące dzielnice:

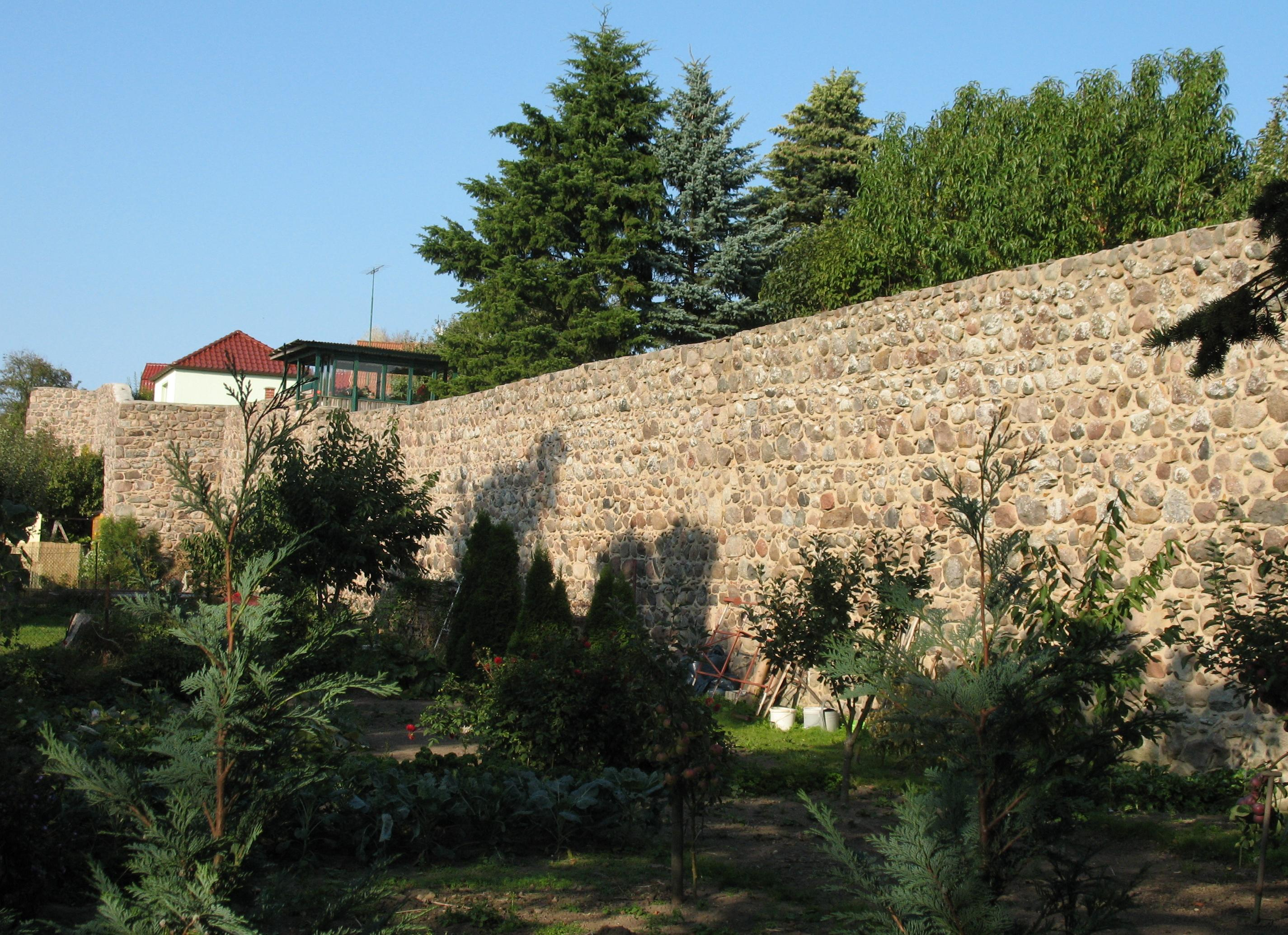
Mury miejskie w Fürstenwerder

| - Arendsee - Augustfelde - Beenz - Charlottenhöh - Christianenhof - Damerow - Falkenhagen - Ferdinandshof - Ferdinandshorst - Fiebigershof - Fischerhof - Friedenshof - Fürstenwerder | - Gollmitz - Groß Sperrenwalde - Hof Sternhagen - Hohenzollchow - Holzendorf - Horst - Klein Sperrenwalde - Kraatz - Kröchlendorff - Lindenhagen - Naugarten - Neu Zollchow - Parmen - Raakow | - Rittgarten - Röpersdorf - Schapow - Schmachtenhagen - Schönermark - Schulzenhof - Sternhagen - Waldsiedlung - Warbende - Weggun - Wilhelmshayn - Wilhelmshof - Wittstock - Zernikow - Zollchow |